# Mentzelia hirsutissima
La pega ropa peluda (Mentzelia hirsutissima) es una hierba annual de la familia Loasaceae. Es una planta llamativa por sus flores atractivas y porque se pega a la ropa, es común en la vegetación ruderal y de orillas de cultivos.

## Descripción
Hierba  anual  o  bianual,  erecta, de hasta  10  cm  alto. Tallos  con  tricomas  visibles y rígidos cuando jóvenes, volviéndose blancos y lisos con la edad.
Las hojas están divididas en forma pinnada, sin llegar a la mitad de la distancia entre el borde y el nervio medio, con pecíolos de 3 mm largo y  1 mm ancho; láminas 3 a  4 cm largo, 0.5 a 0.8 mm ancho,  de forma linear-lanceoladas, con segmentos agudos  casi perpendiculares al tallo, se prolongan hacia debajo de su soporte, ápice  ligeramente terminado en punto,  margen  dentado,  haz  con tricomas lisos, a veces ampulosos en la base, envés con tricomas provistos de pequeños ganchos.
Las inflorescencias presentan de 2 a 5 flores por nudo, no ramificadas; brácteas 1 a 1.5 cm largo y  0.2 cm ancho; bractéolas de 0.5 cm largo y 0.1 mm ancho, terminadas en punta, con lóbulos terminados en punta, provisto de pelos largos y ásperos, perpendiculares a la bráctea. Las flores son amarillas, carentes de soporte; hipantio cilíndrico, cubierto por las brácteas florales, cáliz con lóbulos de 4 a  6 mm largo, 2 mm ancho, lanceolados, ápice gradualmente terminado en punta,  margen  enrollado hacia  el  ápice,  con  tricomas  en forma de gancho  especialmente en la nervadura; corola 1.2 a 1.5 cm largo y 0.8 a 1 cm ancho, pétalos lanceolados, ápice agudo; estambres de 100-130,  en  dos  series,  soldados en  la  base,  anteras  de 0.5 mm largo y 0.2 mm ancho, más largas que anchas; estilo 0.6 a 0.8 mm largo.
Los frutos son cápsulas 14 a 16 mm largo,  de 8 mm ancho, más largas que anchas, con surcos longitudinales, extremadamente provistas de pelos ásperos con tricomas en forma de ganchos, los cuales les sirven para su dispersión; y las semillas son de 3.2 a 1.5 mm largo y 2 mm ancho, esferoidales, papilosas de color blanquecinas. Esta especie florece de abril-mayo.

## Distribución y hábitat
El género Mentzelia incluye 80 especies en el mundo, de las cuales 9 se encentran en México. Este género se distribuye desde Canadá hasta Sudamérica, incluyendo las Antillas e Islas Galápagos, sin embargo, la mayor parte de las especies, se encuentran del suroeste de  Estados Unidos hasta Centroamérica. 
Para el caso de M. hirsuitissima sólo se había registrado en Baja California y las islas del Golfo y desierto de Sonora, es posible su introducción en otras partes del país, como lo es el caso del valle de Tehuacán-Cuicatlán. Crece y se desarrolla en matorral xerófilo, característico de climas secos y semisecos, cuya temperatura media anual fluctúa entre los 18 y 24 °C, con lluvias escasas y de marcada estacionalidad, con una precipitación promedio menor a los 200 mm anuales. En elevaciones cercanas a 1000 m s. n. m.

## Estado de conservación
Es una especie, que no se encuentra bajo alguna categoría de protección en México, de acuerdo a la NOM-059- ECOL- SEMARNAT- 2010. Tampoco es una especie bajo alguna categoría de protección de la Unión Internacional para la Conservación de la Naturaleza (IUCN). Sin embargo, está considerada como vulnerable por NatureServe, esto debido a que es una  especie cuya  distribución es restringida, por lo que podría ser una especie en riesgo para su conservación.